# Верхний Предтеченский переулок
Ве́рхний Предте́ченский переу́лок — улица в центре Москвы на Пресне между Дружинниковской улицей и Малым Предтеченским переулком.

## Происхождение названия
Название Большого, Верхнего и Малого Предтеченских переулков возникло в XIX веке по церкви Рождества Иоанна Предтечи «что за Пресненскими прудами» (вторая половина XVII века). Храм не закрывался, и поэтому в нем сохранились иконы, внутреннее убранство XVI—XVII веков. Верхний — в отличие от Нижнего Предтеченского (ныне переулок Капранова).

## Описание
Верхний Предтеченский начинается во дворе дома № 11А по Дружинниковской улице, проходит на север, слева к нему выходит проезд от переулка Капранова, затем огибает дом, справа к нему примыкает Малый Предтеченский, за которым Верхний Предтеченский переходит в Нововаганьковский.

## Здания и сооружения
По нечётной стороне:
- № 11, стр. 1, 2 — Усадьба Резановых – Беляевых,  памятник архитектуры (вновь выявленный объект); внесена в Красную книгу Архнадзора (электронный каталог объектов недвижимого культурного наследия Москвы, находящихся под угрозой).[2]

По чётной стороне:
- № 8 — диагностический центр «Клиника женского здоровья»;
- № 10 — начальная школа — детский сад № 1833 компенсирующего вида.